# Moulin à vent de Rémire-Montjoly
Le Moulin à vent de Rémire-Montjoly est un monument historique de la Guyane situé dans la ville de Rémire-Montjoly.
Le monument est classé monument historique par arrêté du 18 octobre 1994.
Il se dresse à moins d’un kilomètre de la maison du maître de l'habitation Loyola, sur une colline d’une trentaine de mètres de hauteur.

## Historique
Cette belle tour, construite en pierre, porte une dédicace datée 1733. Le régime des vents, assez faibles et très irréguliers en Guyane, laisse supposer que ce moulin n’a pas beaucoup servi, il est d’ailleurs qualifié plus tard de « purement ostentatoire ».